# Oncopeltus fasciatus
Oncopeltus fasciatus är en insektsart som först beskrevs av William Sweetland Dallas 1852. Oncopeltus fasciatus ingår i släktet Oncopeltus och familjen fröskinnbaggar. Inga underarter finns listade i Catalogue of Life.

## Bildgalleri

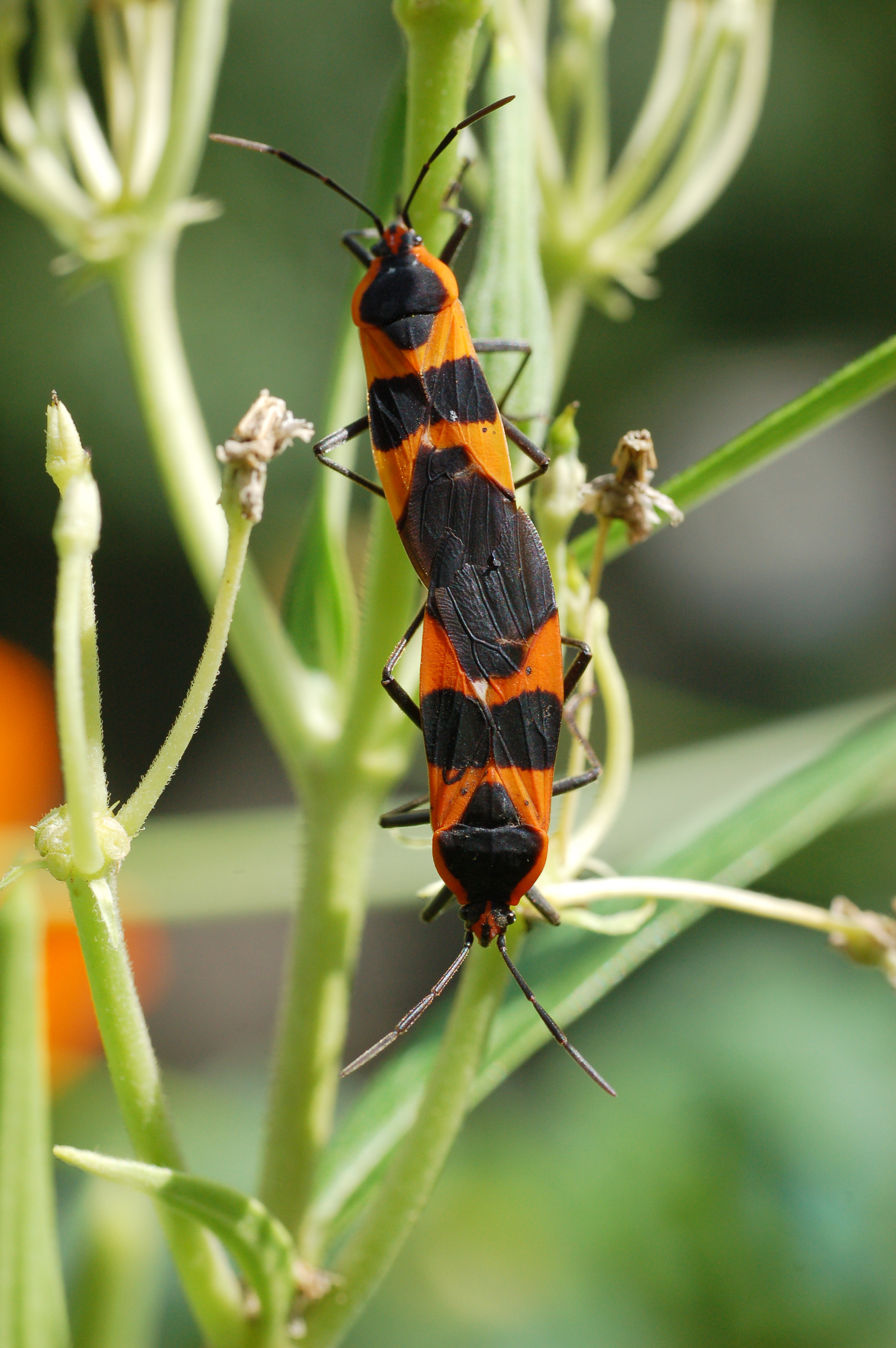
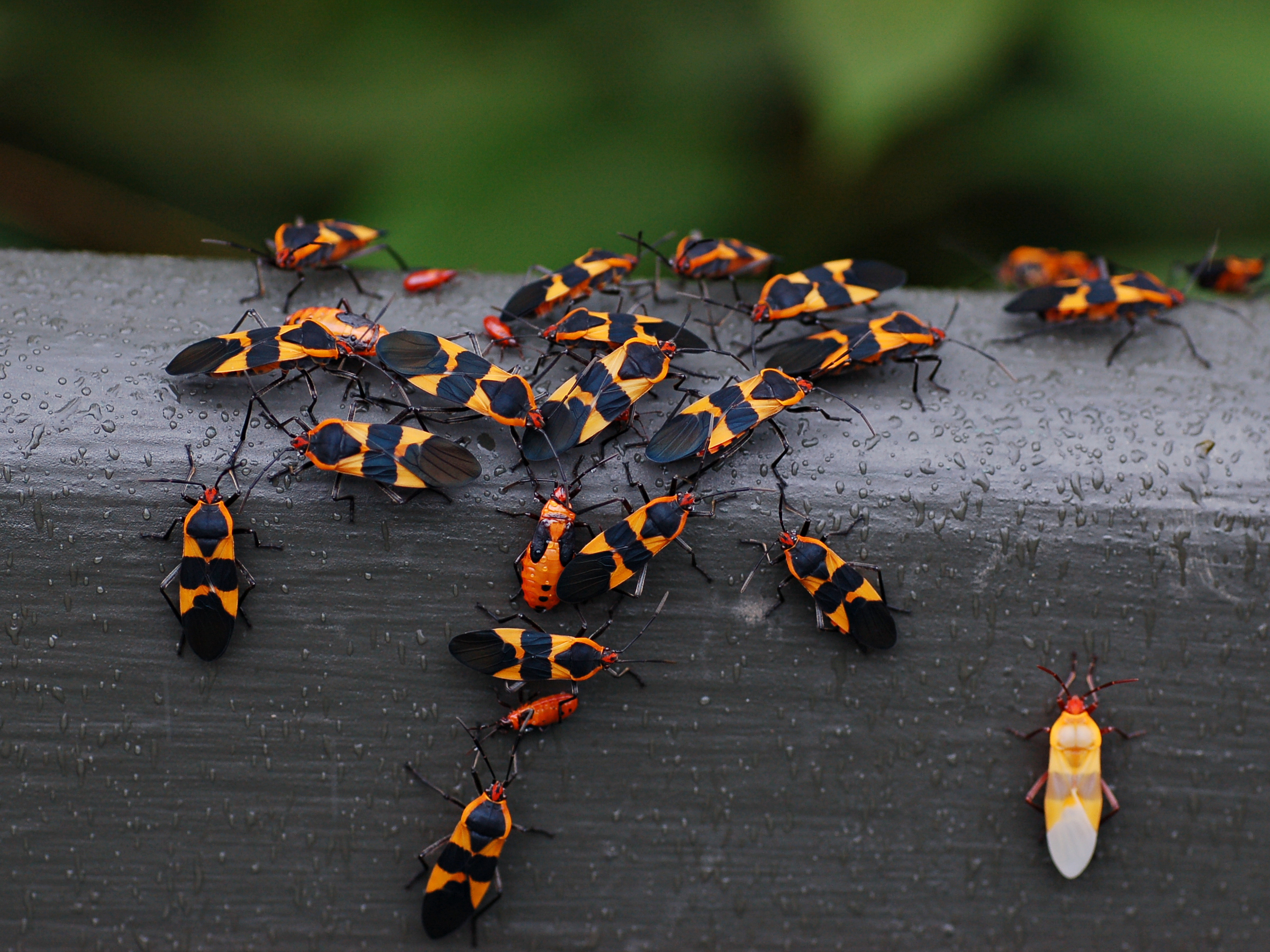
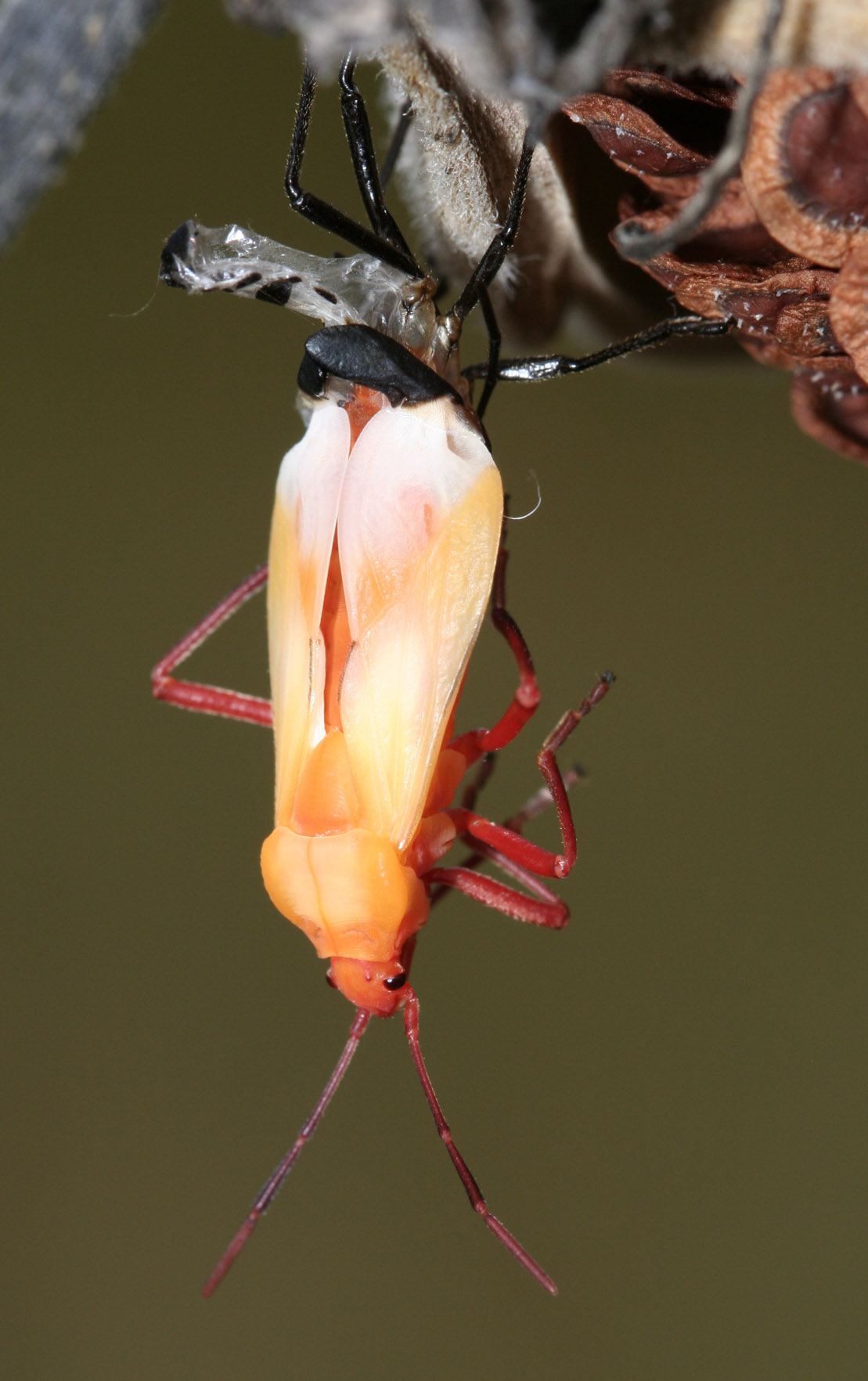